# 奧爾峰
83°29′S 157°49′E / 83.483°S 157.817°E
奧爾峰是南極洲的山峰，屬於米勒嶺的一部分，在1957年12月由新西蘭探險隊發現，以斯科特基地的科學家命名，現時由南極條約體系管理。